# Dây gối tròn
Dây gối tròn hay Nam xà đằng (danh pháp hai phần: Celastrus orbiculatus)là một loài thực vật thuộc họ Dây gối. Đây là một loại cây dây leo thân gỗ có nguồn gốc từ khu vực Đông Á thường được gọi là Nam xà đằng. Chúng được Carl Peter Thunberg mô tả khoa học đầu tiên năm 1784.
Dây gối tròn được đưa vào Bắc Mỹ vào năm 1879, và được coi là một loài xâm lấn ở phía đông Bắc Mỹ. Nó gần giống với loài cây bản địa Bắc Mỹ, Celastrus scandens, mà nó dễ dàng lai. Cây thường có đường kính 1 đến 4 cm. Khi Dây gối tròn mọc với nhau chúng tạo thành bụi, khi nó mọc gần một cây hoặc cây bụi, chúng là dây leo xoắn xung quanh thân cây. Dây leo dây gối tròn có thể bóp nghẹt cây chủ đến chết. Lá tròn và bóng, dài 2–12 cm, mép có răng cưa và so le dọc theo cây. Hoa nhỏ màu xanh lá cây tạo hạt màu đỏ riêng biệt. Các hạt được bọc trong vỏ màu vàng vỡ ra trong mùa thu. Tất cả các bộ phận của cây có độc.

## Hình ảnh

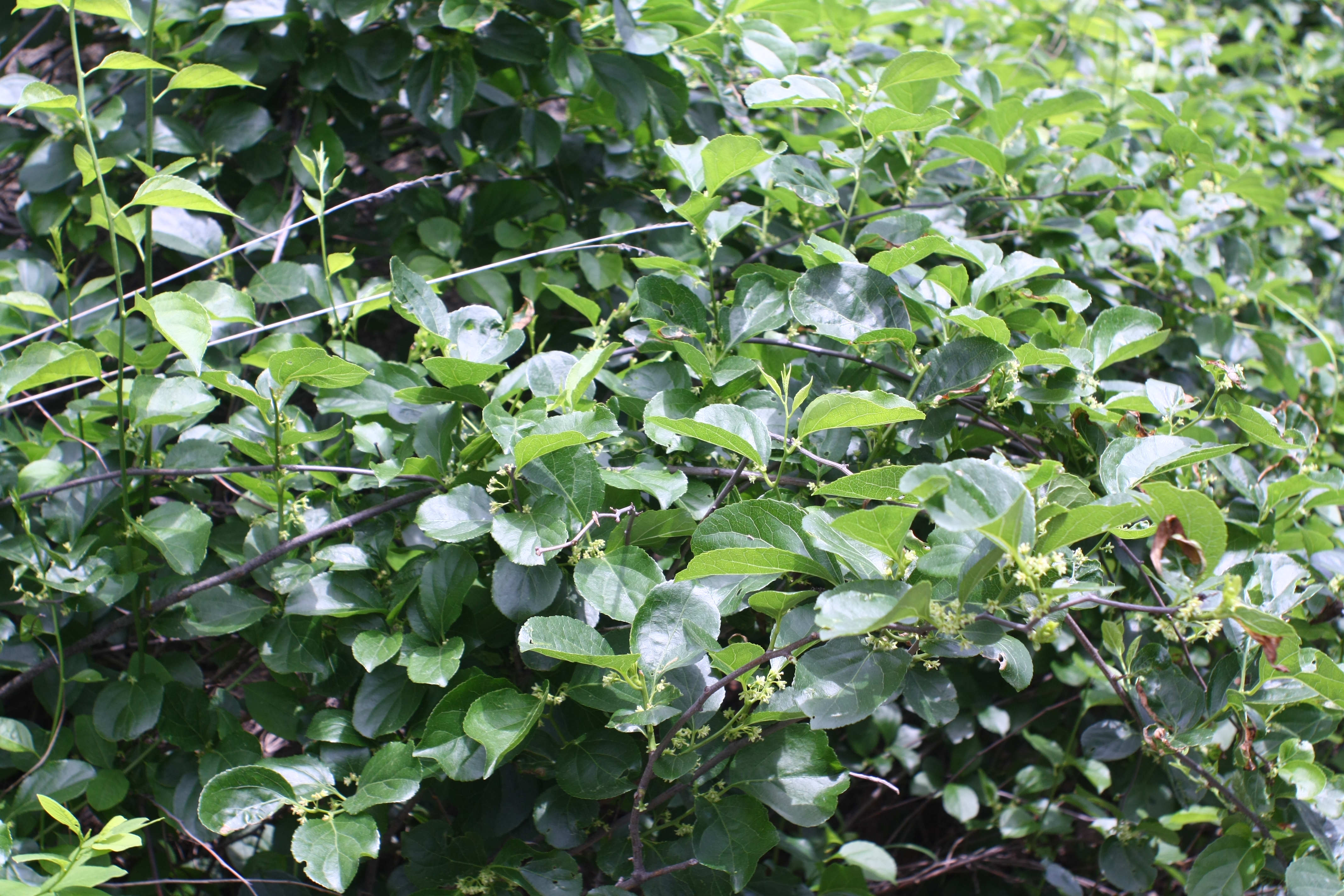
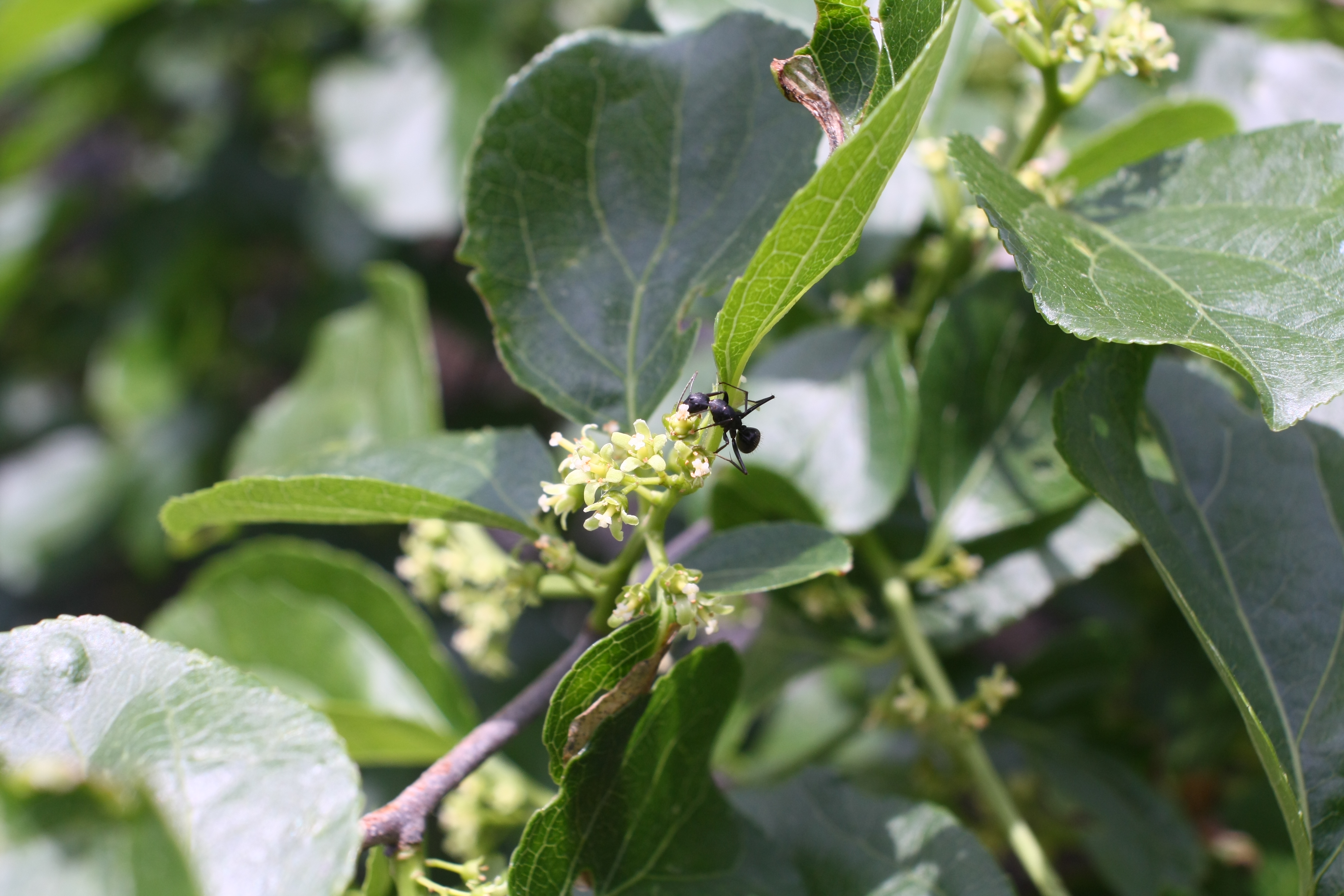
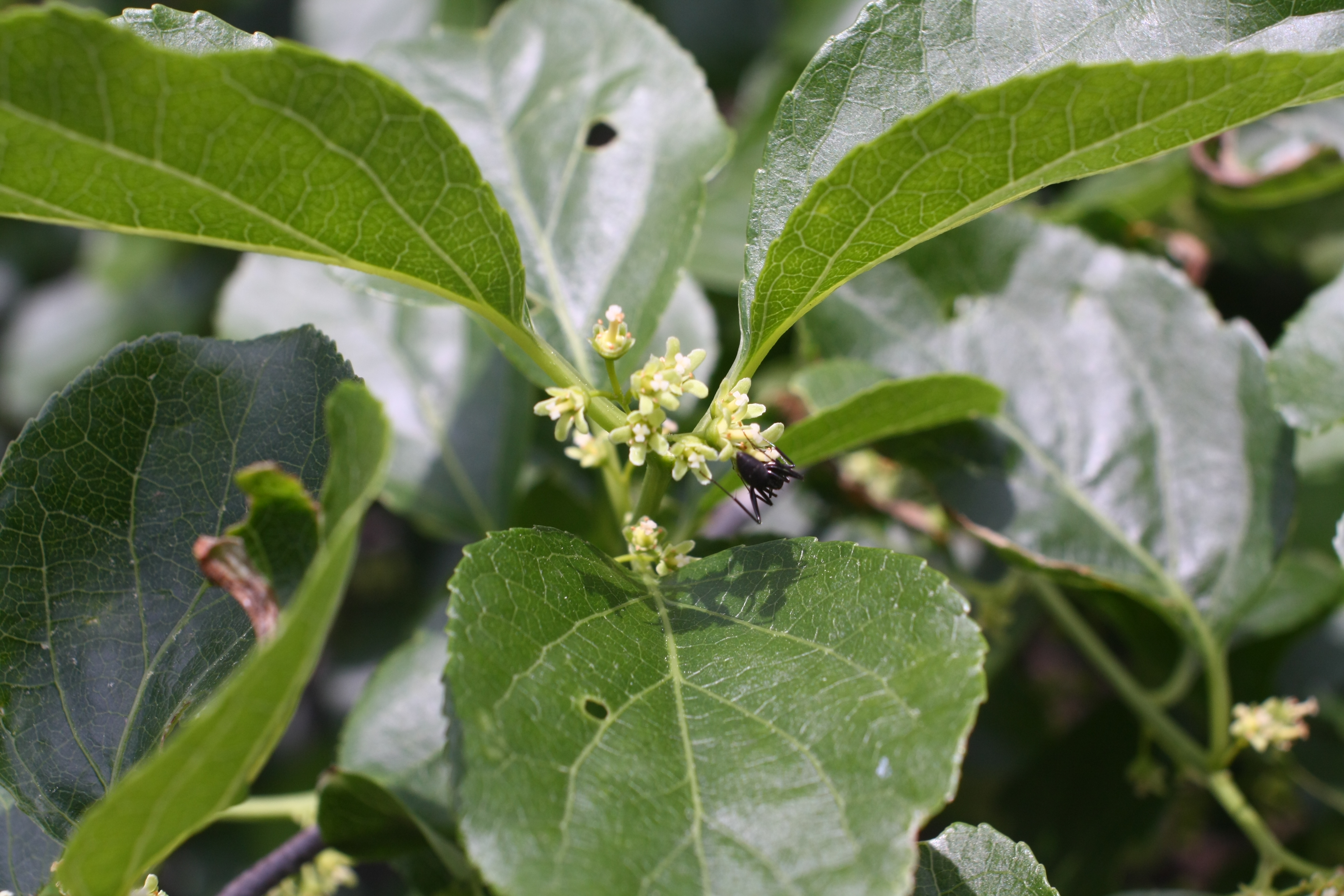
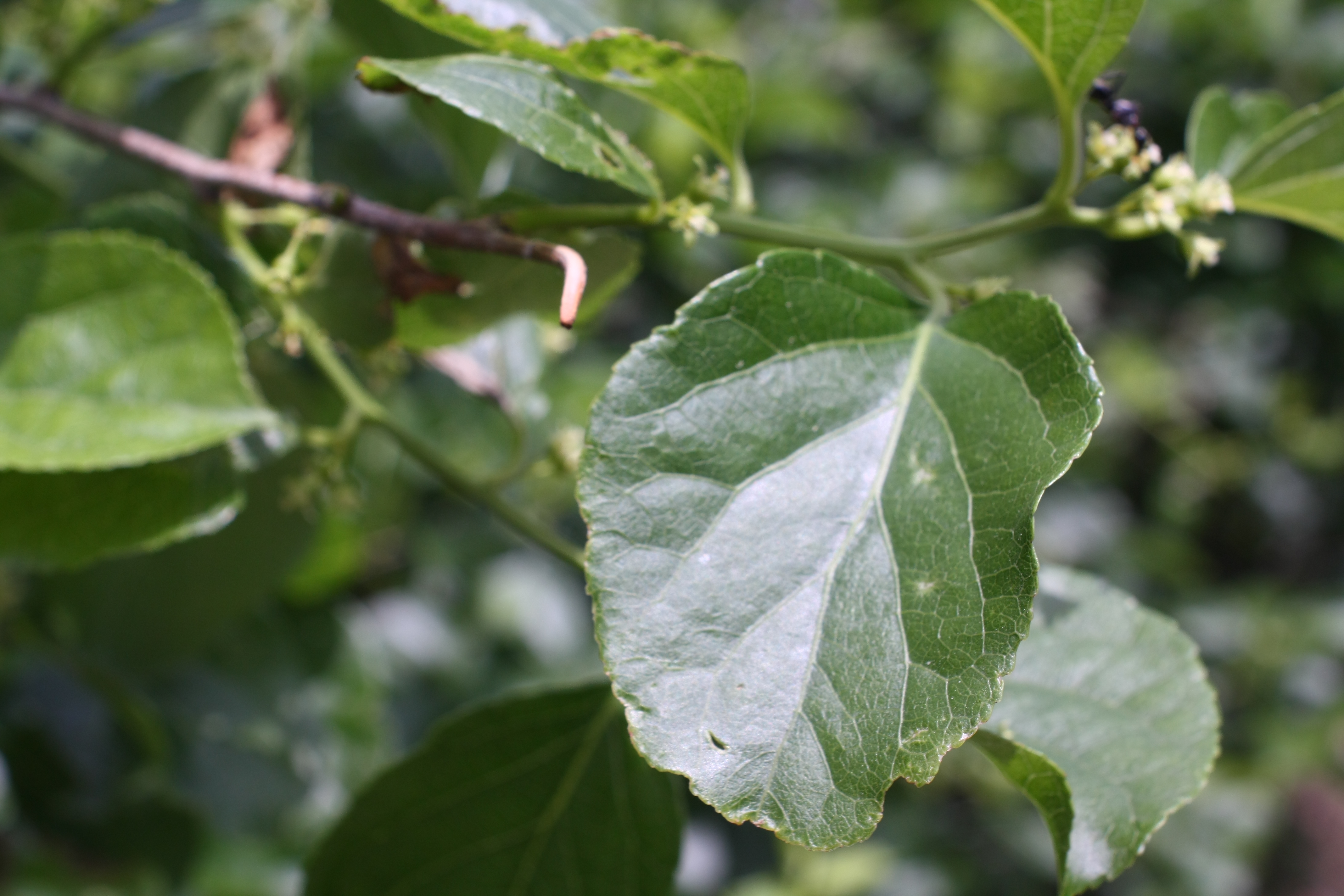
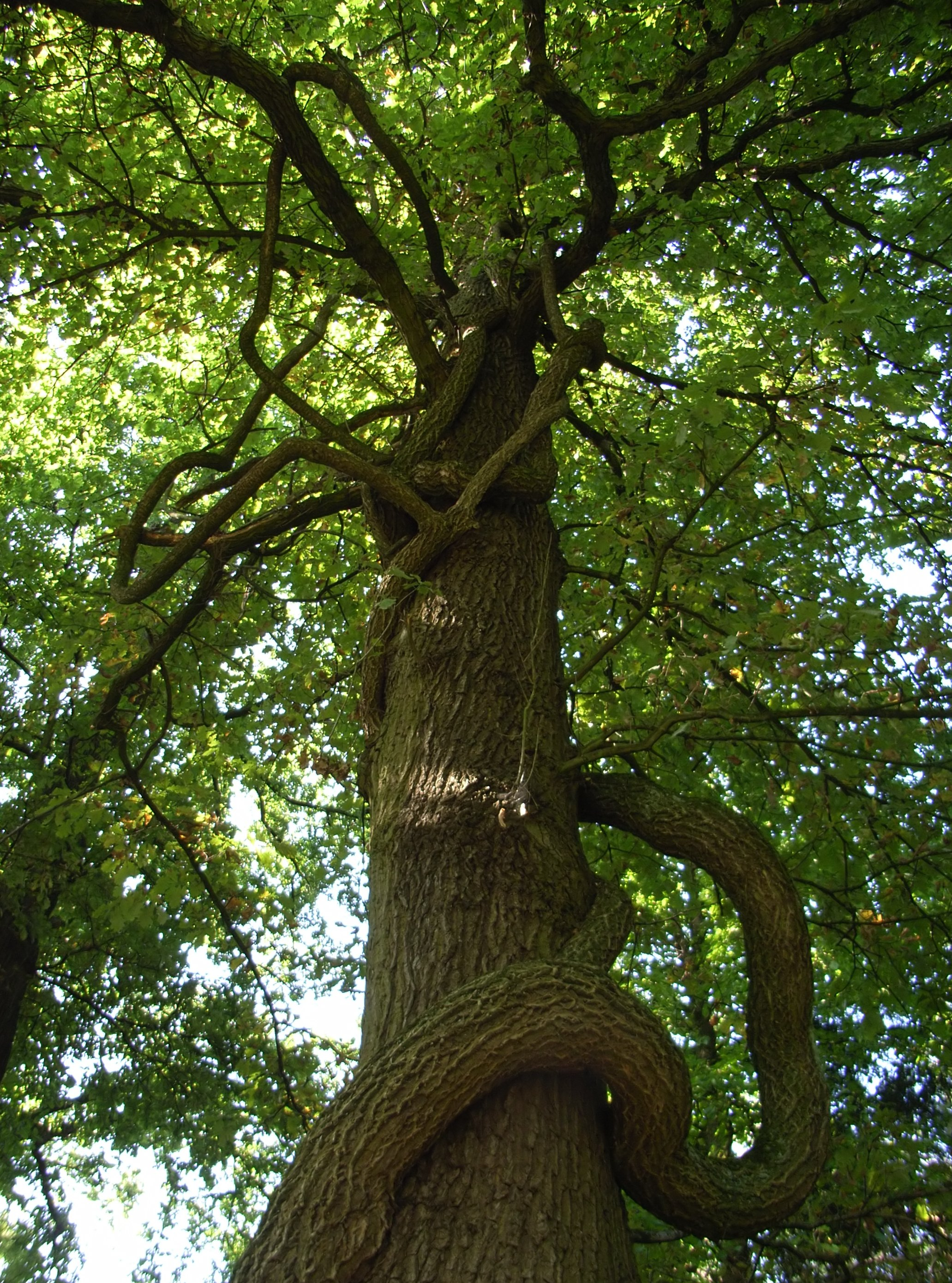
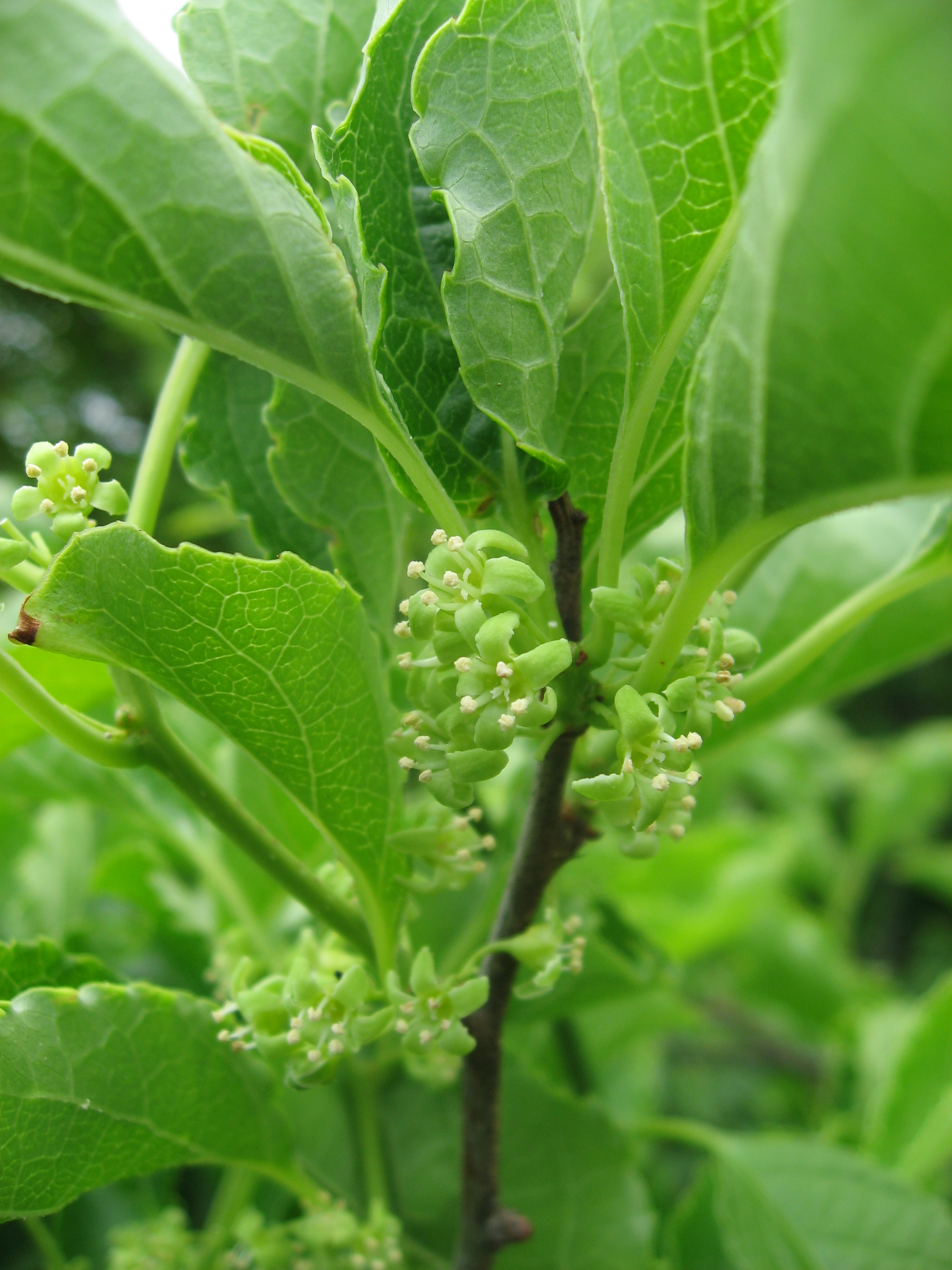
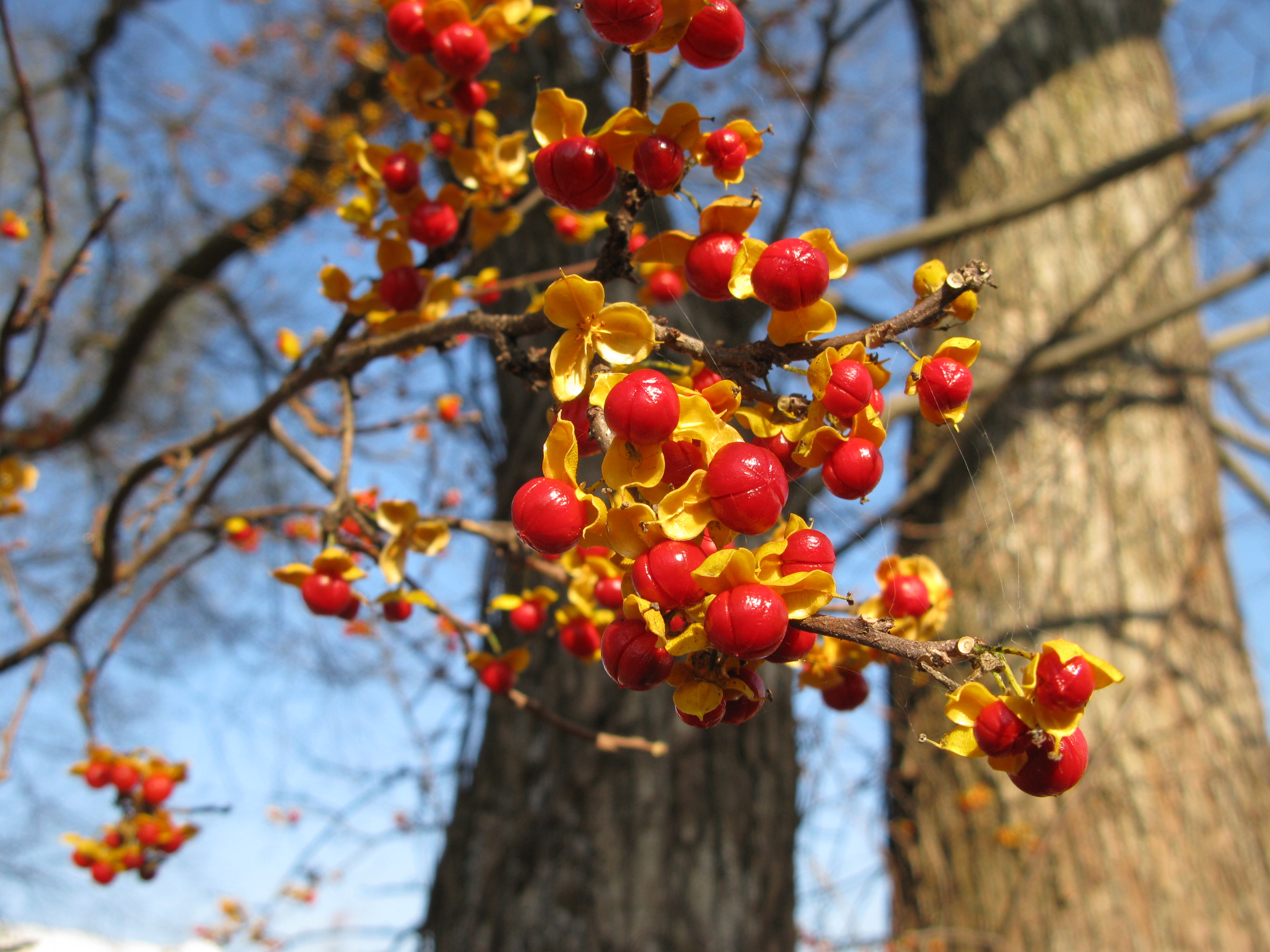